# Neues Museum

Neues Museum är ett museum i Berlin som ligger på Museumsinsel. Det byggdes 1843–1855 efter Friedrich August Stülers planer. Museet förstördes helt under andra världskriget men är numera återuppbyggt och öppnades åter för allmänheten 2009.

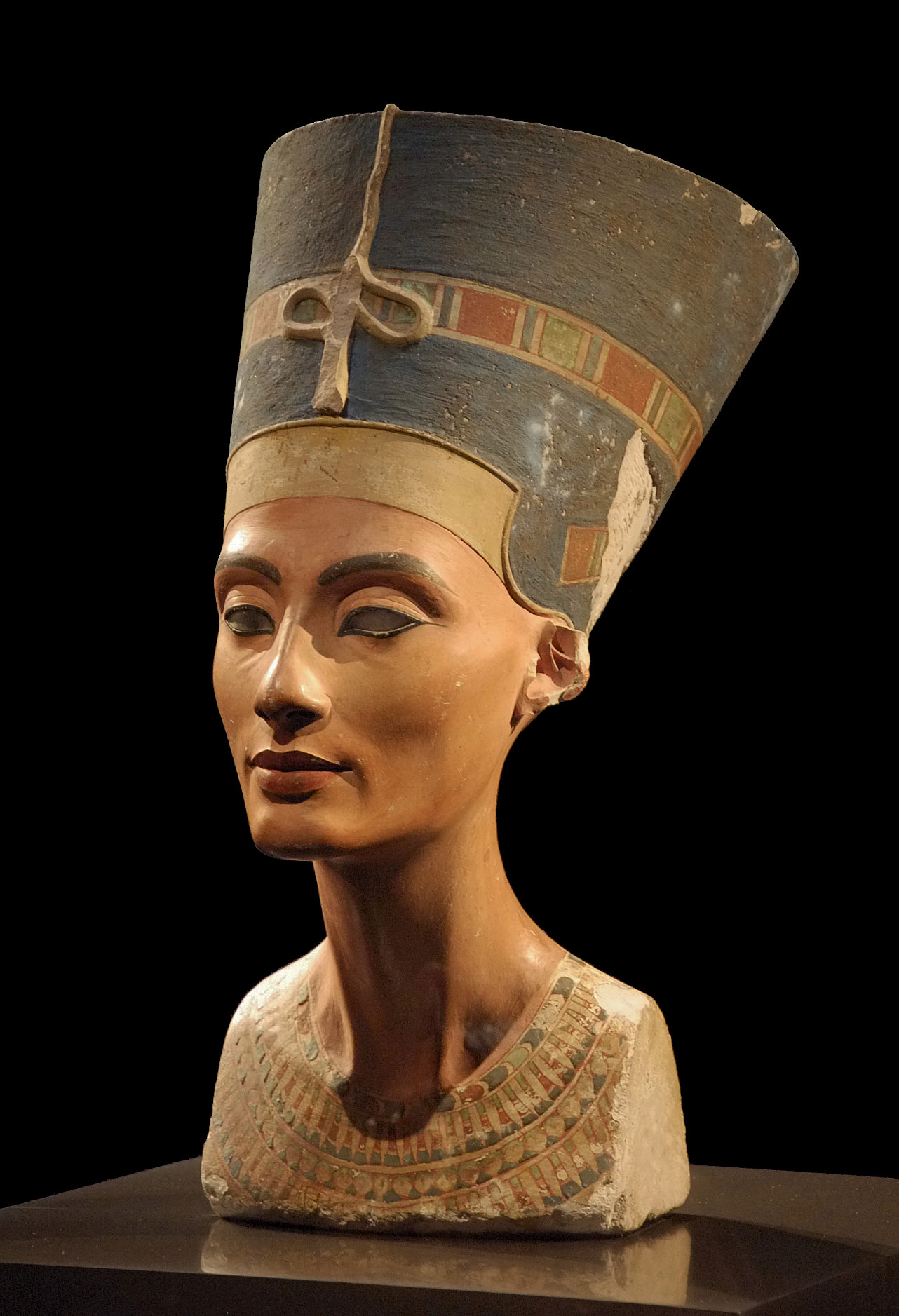
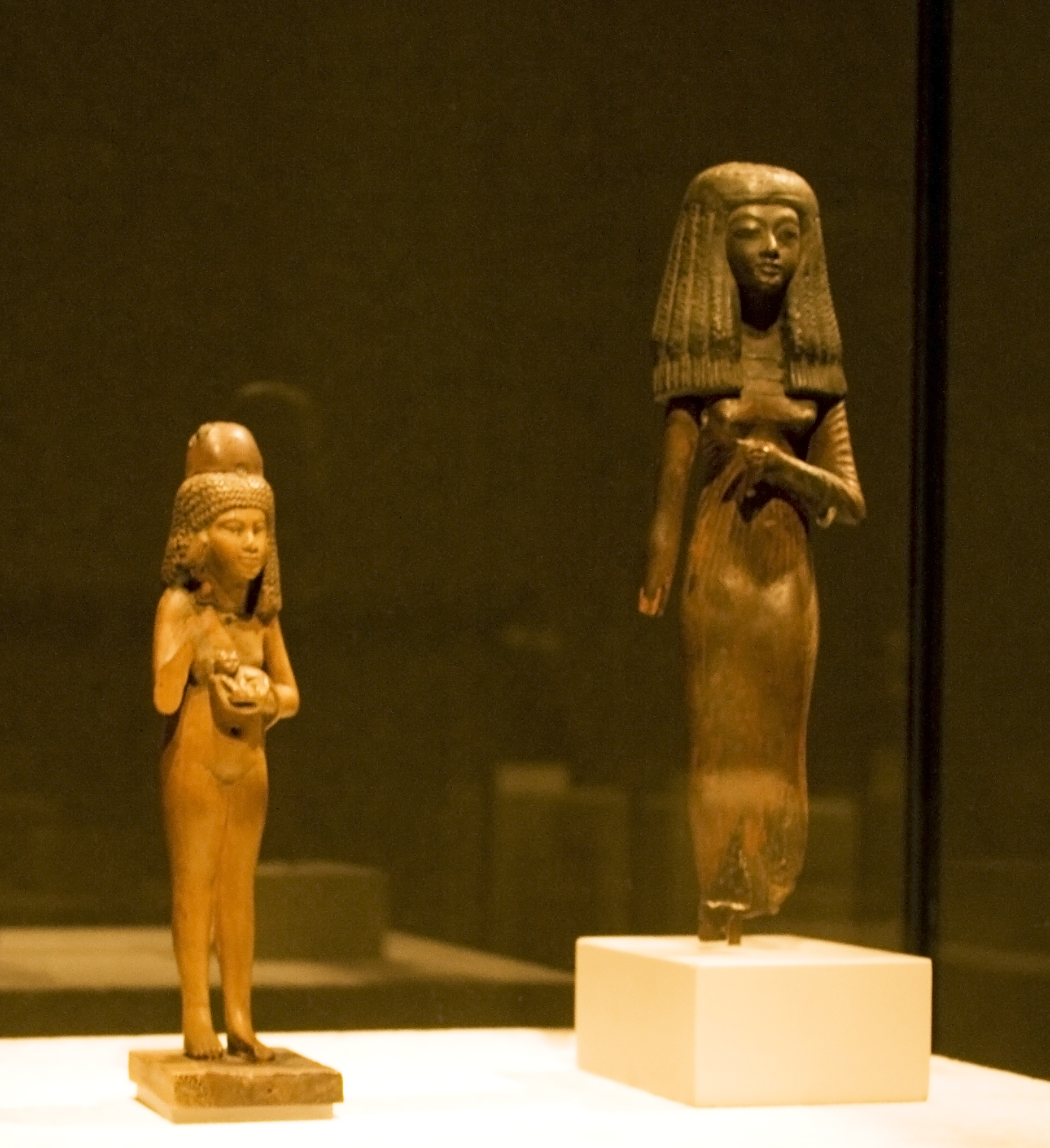
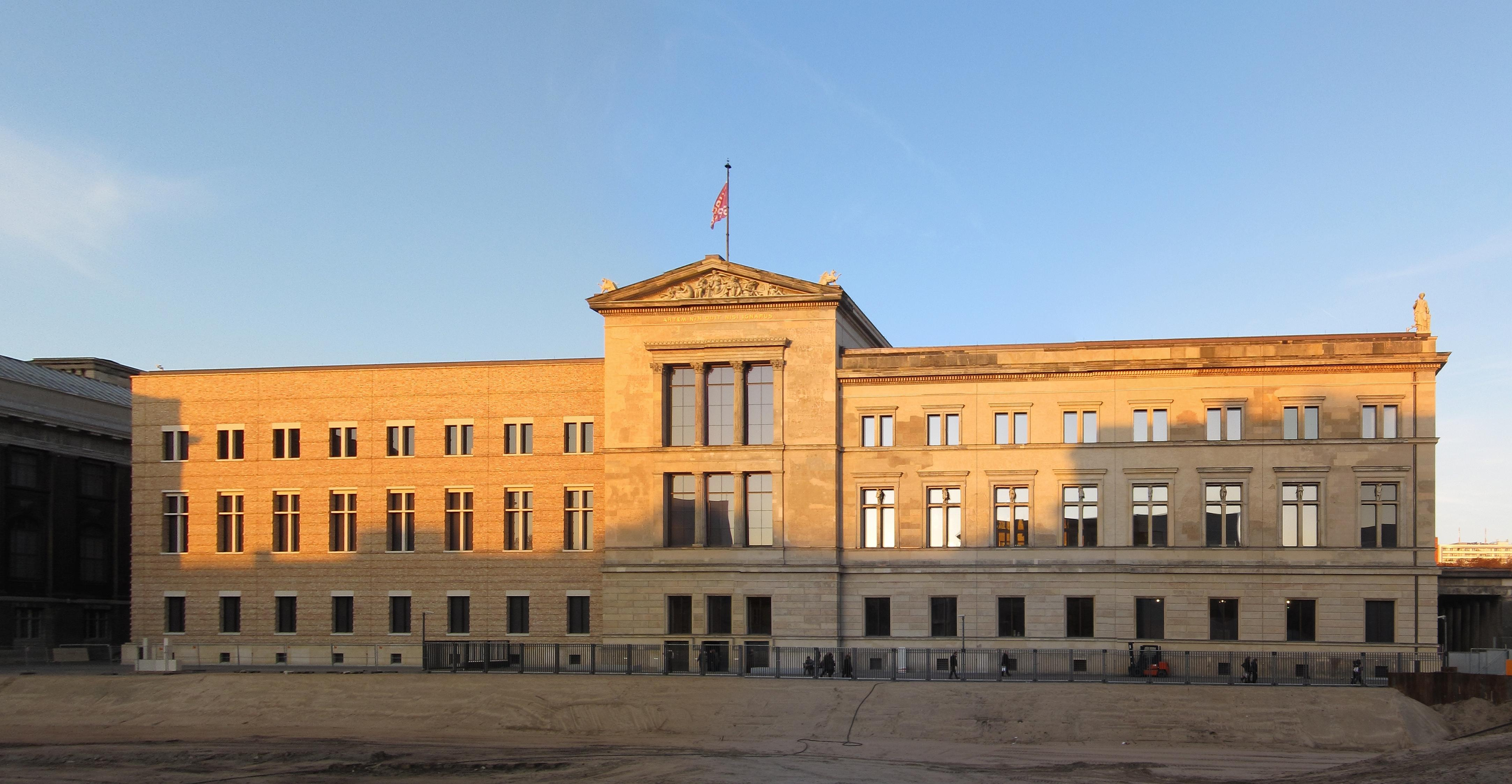

Här finns bland annat ett egyptiskt museum med en stor papyrussamling (däribland Berlin-papyrusen) och bysten av Nefertiti i Ägyptisches Museum und Papyrussammlung.